# リヴィン
リヴィン（英: LIVIN）は、西友が運営する総合スーパー（GMS）の店舗ブランド。「リビン」の表記は誤り。
かつては西武百貨店と同じ「西武」の名称を用いて、日本全国に百貨店業態の大型店を出店していた。

## 概要
かつて西友は、全国の地方都市などに出店した大型店をテコ入れするため、西武百貨店のブランドを借りる形で西友独自の百貨店業態として営業していた。しかし、西武百貨店と別会社である西友が、西武百貨店と同じ「西武」を名乗ることで消費者の混乱を招いたため、GMS（総合スーパー）と百貨店の中間の高級業態として、新たに「LIVIN」（リヴィン）の店名を与えて1998年10月から2000年にかけて業態転換及び改称を行った。
店舗名は西武百貨店では「西武百貨店○○店」としていたが、西友が「西武」を名乗る店舗では、所在地の地名を前に付して「○○西武」とし、正式名称は、所在地の地名を前に付した「西友○○西武店」であった。以降、この業態を便宜的に「西友の『西武店』」と呼ぶ。ローマ字の「SEIBU」のロゴマークは、西武百貨店では赤色を用いていたのに対して、西友運営の西武店舗では緑色を用いた（ただし、店舗展開初期は赤色を用いた）。

### 営業内容
2022年3月時点で現存する店舗は、郡山、光が丘、田無、オズ大泉、よこすかの5店である。このうち郡山は、西友のショッピングセンターであるザ・モール内に入居する。営業時間などは各店舗により異なる。
スーパーマーケットや大型店業態の西友店舗とは別扱いであるが、百貨店業態の名残で銘店や大手衣料品テナントを入れている程度で、運営形態は西友とほとんど実質的な差異はない。特に西友がウォルマート傘下してからは低価格中心のEDLP路線が導入され、差異のなさが顕著となった。また閉店する店舗も多くLIVINブランドの店舗は減りつつある。
かつては、他の西友店舗同様にセゾンカード（またはウォルマートカード）決済による特定日のショッピング代金5%割引サービスを受けることができたが、2022年3月31日に、クレディセゾンとの提携サービス終了と楽天カードへのハウスカード切り替えに伴い終了している。また、リヴィン店舗には必ずクレディセゾンの「セゾンカウンター」が設置されていたが、クレディセゾンとの提携サービス終了前に全て撤退している。2000年には、クレディセゾンによる「リヴィンカード セゾン」が発行された。
かつては百貨店業態の営業を行っていたが、日本百貨店協会の加盟店ではないため、同協会が発行する全国百貨店共通商品券の利用はできない。また過去には独自の商品券として「LIVIN商品券」を発行していた。西武店時代には西友発行の「SEIBU商品券」が発行されていたが、2006年（平成18年）9月以降は西武百貨店では使用できなくなった。

### 類似の事例
「○○西武」と名乗る店舗の類似の例としては、西武百貨店の高級スーパー業態『ハウディ西武』を西友が運営しており、長野県にあった店舗は、当時西友の子会社であったエス・エス・ブイが運営し、その後は西友長野石堂店として営業していたが、店舗建て替えのため2018年（平成30年）11月30日をもって閉店。建物解体後、2021年6月10日に建て替えられたグラディス南石堂1階に新しく西友南石堂店として再開している。
また、1985年（昭和60年）10月25日に開店したams西武三軒茶屋店は、西武クレジットから西友に運営委託され「ams西武」を名乗る西友店舗として運営されていた。同店はその後、1998年（平成10年）9月に西友三軒茶屋店へ名称変更している。
そのほか1980年代に、沖縄県で百貨店などを運営するリウボウがセゾングループと業務提携し、西友が出資していたことがある。
なお、スーパーマーケット企業が経営していた百貨店の例として、かつてはダイエーのプランタン・中合、イトーヨーカ堂のヨークマツザカヤ・ロビンソン百貨店 、イオンのボンベルタ百貨店が存在していたが、相次いで消滅しており、2024年7月現在はほぼLIVINのみが現存している状況となっている。

## 歴史

### 西友運営の百貨店業態
西武流通グループ（後のセゾングループ）に属していた西友ストアーは、1970年代前半に全国の地方都市に大型店を出店した。しかし地方都市などでは、GMS（総合スーパー）業態ではなく、百貨店業態としての出店を要望する声があった。また地域により出店状況や競合関係などが異なるにもかかわらず、画一的なチェーンストアとしての出店が取られたこともあり、あまり成功していなかった。
こうした状況を改善するため、1976年（昭和51年）6月の常務会にて、同じグループの西武百貨店の店舗ノウハウを吸収し、店長予定者を西武百貨店の地方店へ、またバイヤーを西武百貨店の商品部へ出向させるなど、西武百貨店との人事交流を行うことが提案された。そこで、西武百貨店から「西武」のブランドと意匠を借り、地方百貨店型の店舗として出店を開始した。
その結果、1975年（昭和50年）8月には旭川西武店、1976年（昭和51年）7月には富山西武店が開店し、西友からは上田店・前橋店・郡山店などが西武ブランドの百貨店業態に転換。藤沢西武店や甲府西武店は、他社の地方百貨店を買収する形で開店した。

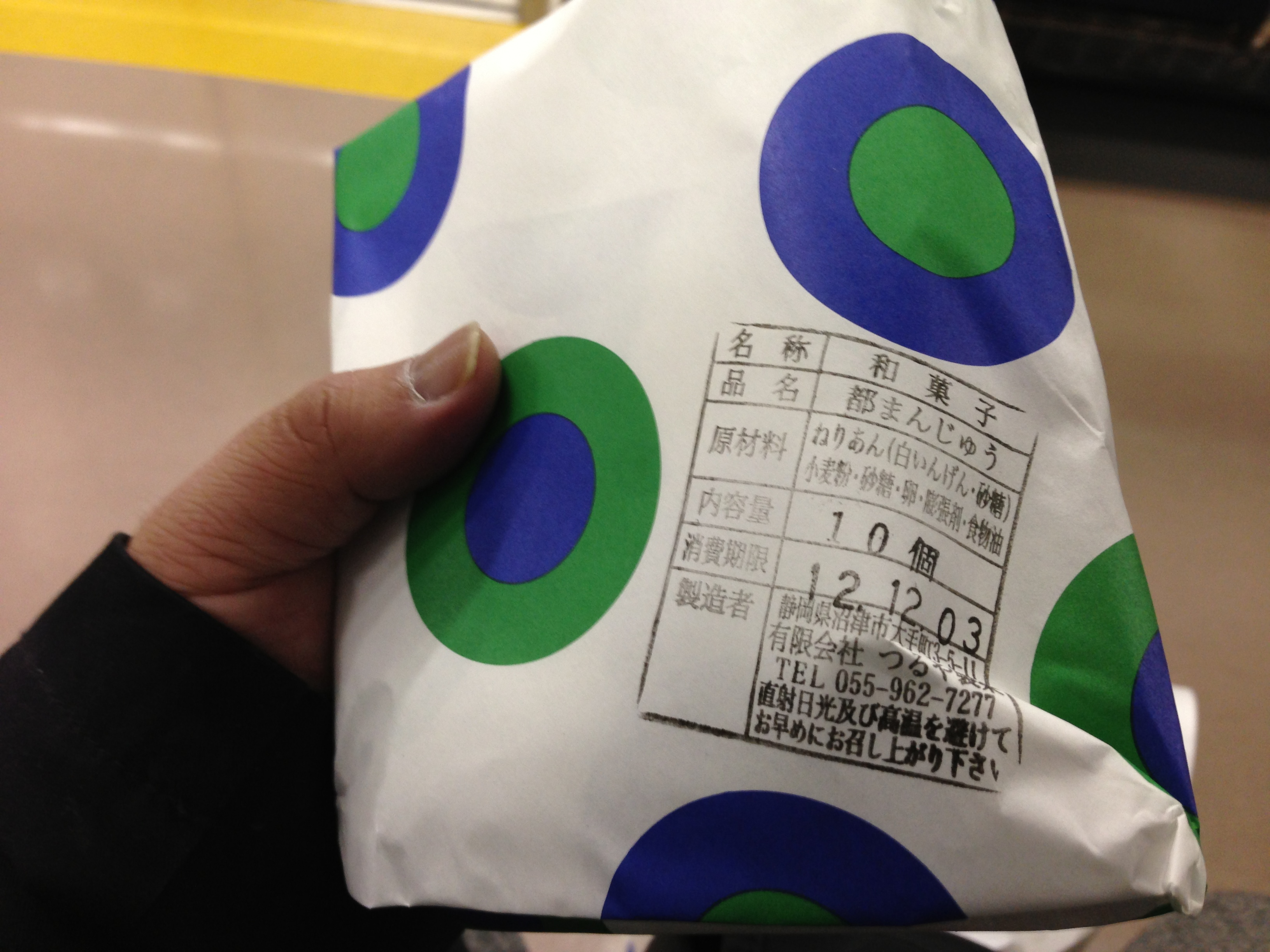
西友の「西武店」でも使用されていた西武百貨店の包装紙

西武店は、西武百貨店と同一の制服と包装紙を採用し、百貨店で扱うナショナルブランドや耐久消費財等を取り扱い、外商事業、西武百貨店の友の会事業（セゾンクラブ）などを運営するなど西友運営店舗ながら西武百貨店と変わらぬ内容で営業していた。セゾングループの洗練されたブランドイメージや西武百貨店とのシナジー効果、さらに駅前の「箱モノ」として集客力を買われ、新しい街のシンボルとして歓迎されたこともあり、全国に西武網ができあがった。1980年（昭和55年）9月からは各店舗ごとの運営から、本社内に新設された百貨店事業部へ移管された。
主に駅前立地型の多層階店舗が多かったが、光が丘西武店や春日井西武店などの郊外型店舗も存在し、春日井西武店・姫路西武店・小倉西武店は、西友が運営する大型ショッピングモール「ザ・モール」内の核店舗として出店。また、錦糸町西武店や光が丘西武店、水戸西武店には映画館が併設されていた。
1994年（平成6年）2月16日には、西武店を運営する百貨店事業部と大型店事業部が統合して「SEIBU事業部」が発足した。同時に仕入れも各西武店舗での個別仕入れから、西友店舗と同じ仕入れに切り替え、商品構成もGMSと百貨店との中間グレードを狙った店舗を目指した。同年4月21日にはその一環として、ザ・モール姫路の核店舗に姫路西武店を出店、6月9日にはプラッツ大泉の核店舗でGMS店舗の西友オズ大泉店を、オズ大泉西武店へ業態転換させた。1995年時点で、西友が運営する百貨店業態店舗は全国で15店舗を営業していた。

### 「LIVIN」への改称

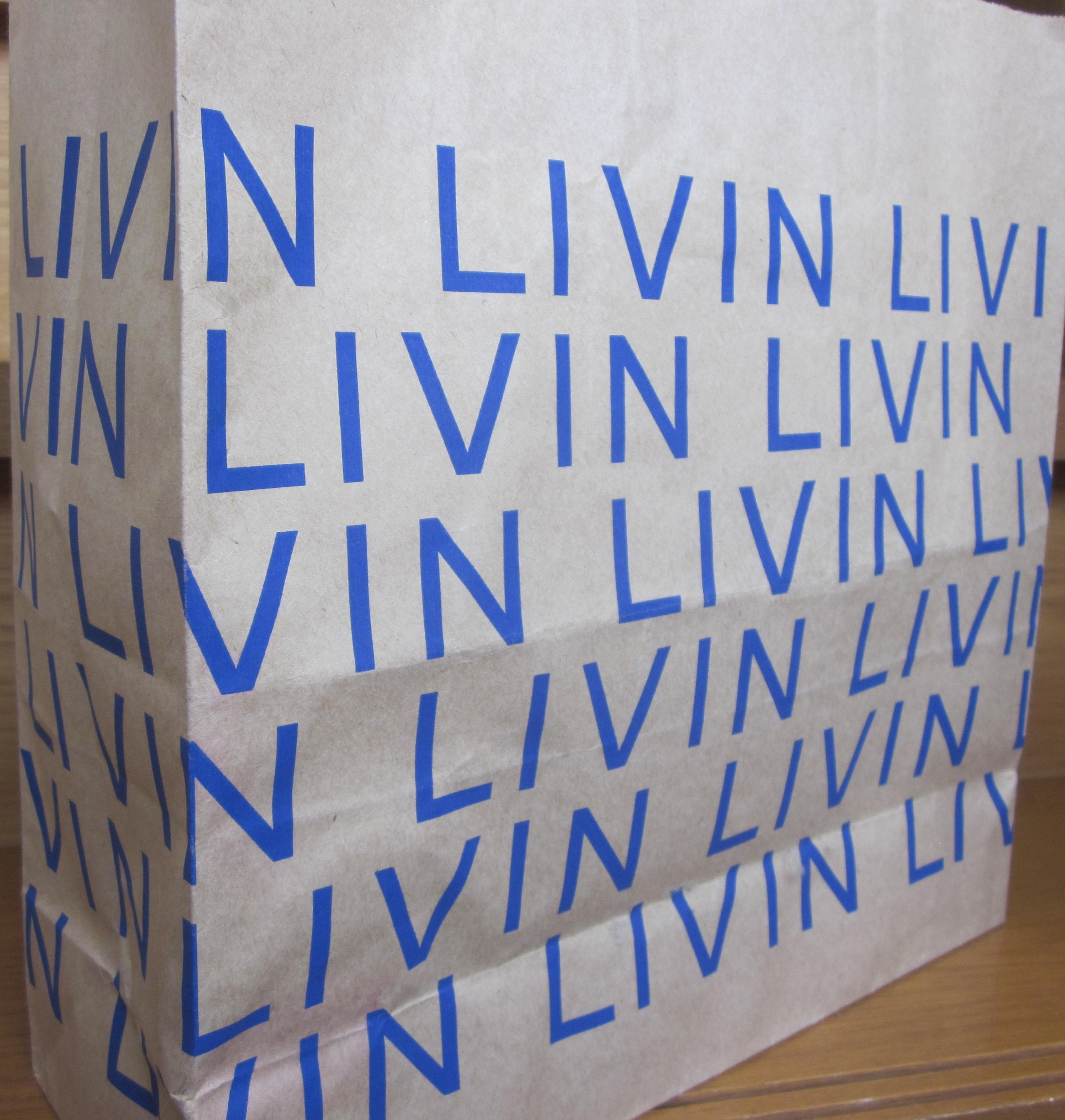
LIVINのロゴが印刷された紙袋（包装紙も同デザイン）

バブル崩壊後の1990年代後半以降は、イオンに代表される郊外型ショッピングセンターが台頭し、地方の駅前および中心市街地立地で、利益率の低いナショナルブランドなどの衣料品を扱う百貨店業態だった西武店の各店舗も不振が目立ち始め、当時西友本体においても東京シティファイナンスでの不良債権を抱えていたこともあり、経営の足を引っ張ることとなった。
それだけではなく、実態はあくまでも西友の一店舗であったものの、西武百貨店と同じ名称・意匠を使用していたため、顧客からは西武百貨店の店舗と誤解されるケースが頻発した。西武百貨店では使用できる日本百貨店協会発行の「全国百貨店共通商品券」が当時西友が日本チェーンストア協会に加盟していたため西武店では使用できなかったり、1996年（平成8年）6月には西武百貨店が独自のポイントプログラムである「クラブ・オン」メンバーズシステムを導入したものの、西友運営の西武店では導入しなかったため、首都圏を中心に西武百貨店が多く存在する地域において、西友が運営する各地の西武店で「クラブ・オン」が使用できないなど混乱を生じた。
そこで「西武」を名乗っていた西友の百貨店業態店舗は、1995年（平成7年）4月22日に開店したザ・モール小倉内の小倉西武店をもって出店を停止し、翌1996年（平成8年）2月にはSEIBU事業部を廃止。再度設置した大型店事業部へ移管した。
1998年（平成10年）8月、店舗ブランドを西武店から「ニューGMS」業態として開発した「LIVIN」（リヴィン）へ改称することを決定。同年10月28日の光が丘西武店からリヴィン光が丘店への業態転換を皮切りに、各地の西武店を順次「リヴィン」へ店名改称。
2000年（平成12年）9月、水戸西武店・前橋西武店・上田西武店の3店がリヴィンへと改称し、翌10月には、残る郡山西武店の閉店をもって、西友運営の百貨店業態（西武店）の店舗は消滅した。
LIVINへの業態変更と改称に伴い、店舗のロゴマークや看板、従業員の制服、包装紙なども、LIVIN独自デザインのものに変更された。

### ウォルマート傘下入り後
2002年に西友がウォルマート傘下入りしてからは（2005年に子会社化）、リヴィンでも各地域の運営部が店舗運営を担当している。
2017年（平成29年）10月9日には、リヴィン錦糸町店が閉店。同年9月6日に西友錦糸町店（地下1階）、翌2018年（平成30年）3月16日に錦糸町パルコ（地下2階～地上9階）がオープンした。
2018年（平成30年）には、リヴィン姫路店が5月15日をもって閉店。2019年（平成31年）には、リヴィン春日井店が2月20日をもって閉店した。なお、ザ・モール春日井店 Part2（専門店）は引き続き西友が運営し営業継続していたが、2022年に所有する大和ハウスリアルティマネジメントにより「アクロスプラザ春日井」に改称された。

## 店舗

### 現在

#### ザ・モール郡山店
福島県郡山市長者1丁目1-56。

郡山店のあるザ・モール郡山

郡山店は、2000年（平成12年）11月22日、郡山西武店を同市旧市街地のはずれに位置する長者1丁目の日東紡郡山第2工場跡地に開業した「ザ・モール郡山」へ、核店舗であるリヴィン郡山店として移転開店したものである。
郡山店のフロアは、正面右側の1階食品館と左側の住まいとくらし館、2階の衣料品フロアのみである。現在は、1階食品フロアが「西友ザ・モール郡山店」、2階衣料品フロアが「LIVINザ・モール郡山」となっている。現存するLIVIN店舗では最北端であり、唯一残った首都圏外の店舗でもある。

#### 光が丘店
東京都練馬区光が丘5丁目1-1。

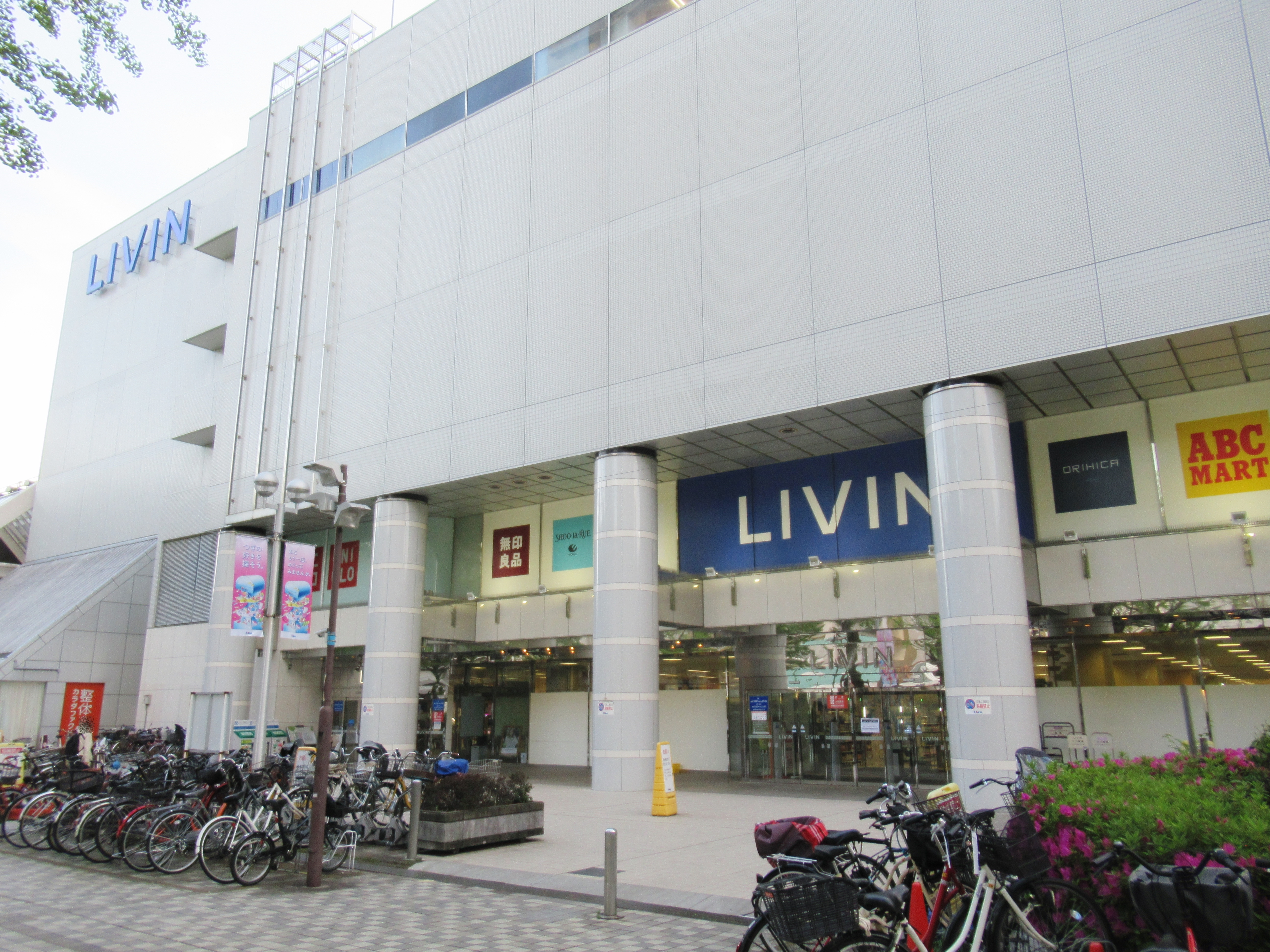
光が丘店

光が丘西武店として1987年（昭和62年）4月開店。1998年（平成10年）10月28日には、リヴィン光が丘店へ業態転換。LIVINして最初の店舗である。
光が丘団地内に建設された複合商業施設「光が丘IMA」の開業時から、忠実屋フランツ練馬店と共に核店舗として出店。売場面積は約21,500㎡で、西友直営店としては最大の店舗となった。光が丘公園に隣接しているため、「公園都市型百貨店」のコンセプトでまとめられ、公園対応の機能としてスポーツ用品、ビデオカメラ、バードウォッチングのための双眼鏡貸出など、余暇関連サービスの提供にポイントが置かれた。
西友、西武百貨店の独自ブランド、朝日工業の「アサヒコ」、レストラン西武の「ぽるとがる」など、セゾングループの商品が結集され、開店時から西友では初めて、仕入れや展示のほか顧客管理まで含めた売場の職務全般を委ねる年俸制パートタイマー制度を試験的に導入。3階にはセゾングループ傘下にあった東京テアトルが運営する映画館「光が丘テアトル西友」が開館するが、2000年（平成12年）4月を以って閉館した。

#### オズ大泉店
東京都練馬区東大泉2丁目10-11。

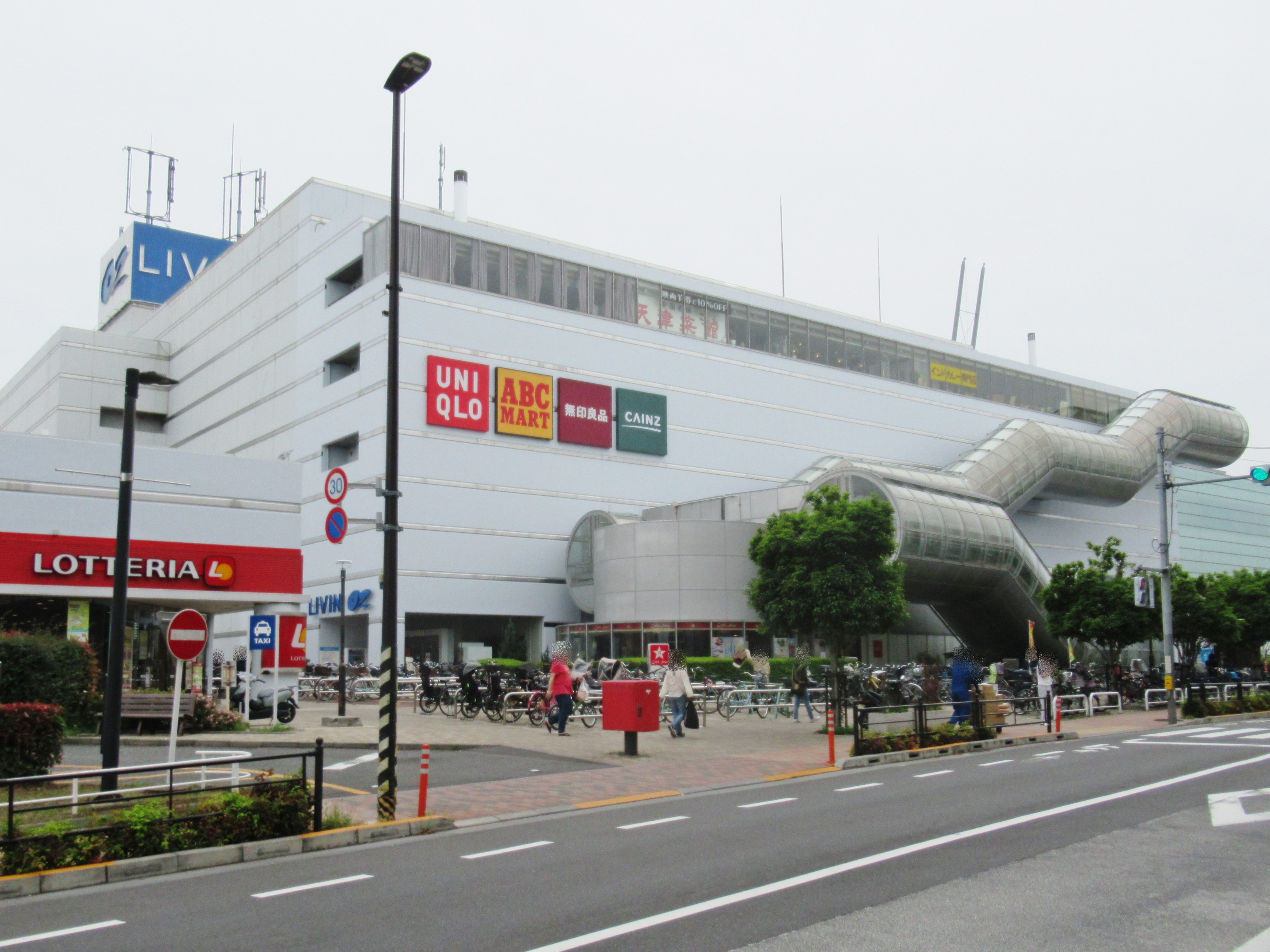
オズ大泉店

オズ大泉店は、東映東京撮影所にあったオープンセットの敷地を再開発する形で建設し、東映のショッピングセンター「プラッツ大泉」の核店舗として、1983年（昭和58年）4月に大型店・西友オズ大泉店が開店した。
西武池袋線大泉学園駅は、池袋から電車で10分の距離にあり、西武百貨店池袋店と競合する商圏内の大型店であったが、成熟マーケットの期待に応えるための質販店の新しい工夫として、単品集積の充実、百貨店感覚商品の導入等、商品の品揃えとサービスを強化した。以後、大泉店がきっかけとなって、西武百貨店と西友の商品、ノウハウが積極的に交流し合うことになった。
1994年（平成6年）6月9日にオズ大泉西武店、1999年（平成11年）4月24日にリヴィンオズ大泉店へ業態転換した。練馬区内には上述の光が丘店と合わせてLIVIN店が2店舗展開されている。
店舗の正面には、東映東京撮影所と2001年（平成13年）12月に開館したシネマコンプレックスのT・ジョイSEIBU大泉が入居する「OZ STUDIO CITY」、店舗の右側には「東映アニメーション大泉スタジオ」（東映アニメーションミュージアム）が所在する。

#### 田無店
東京都西東京市田無町2丁目1-1。

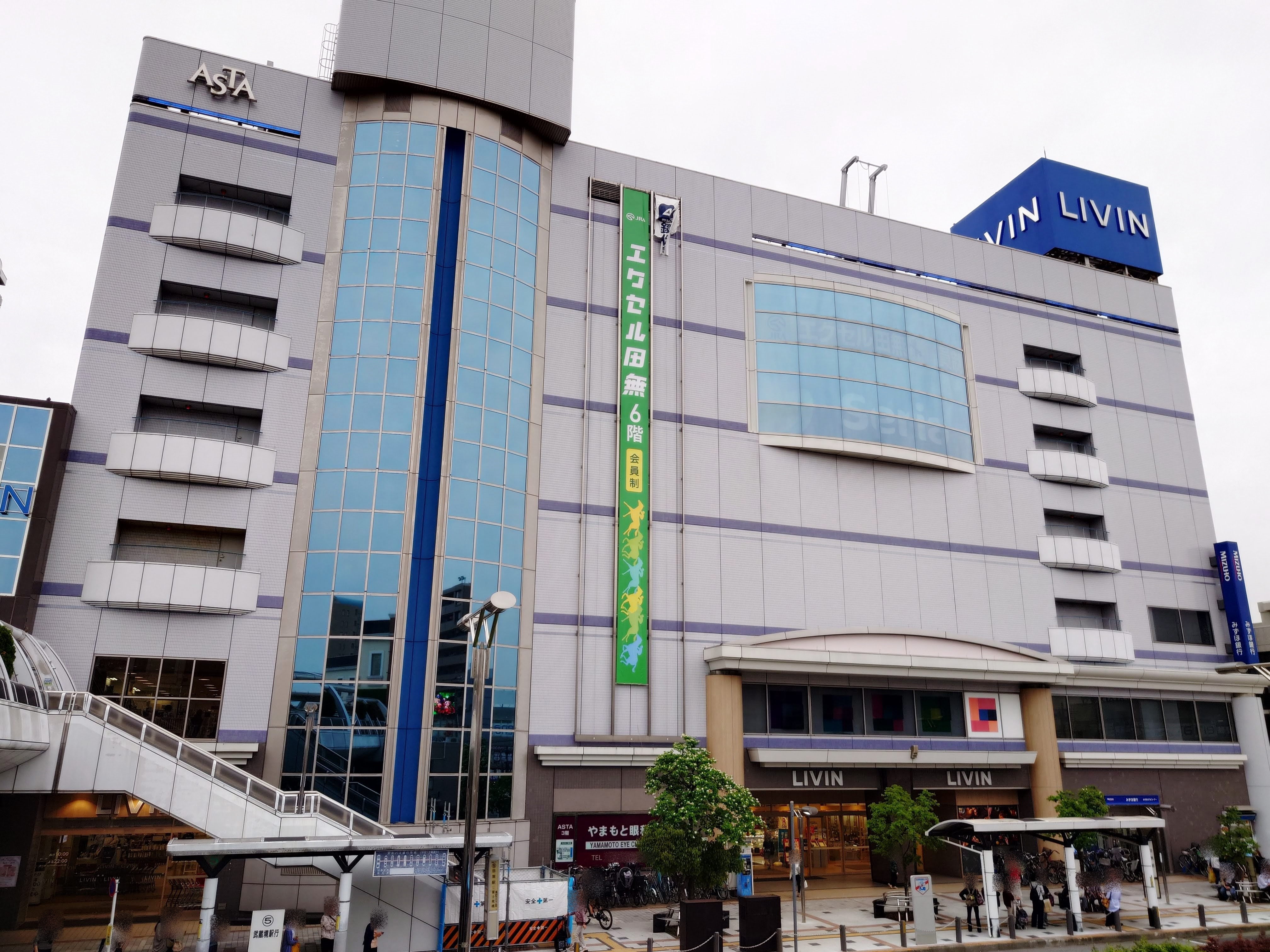
田無店

田無駅北口再開発事業により建設された再開発ビル「田無アスタビル」の核店舗である。1995年（平成7年）3月10日に、田無西武店としてオープンした。その後、1999年（平成11年）2月にリヴィン田無店へ業態転換した。地下1階から地上3階は田無アスタ専門店街と直結している。
1995年（平成7年）6月まで田無駅北口にあった西友田無店とは、田無西武店オープン後もしばらく並存していた。元々再開発に対応していた建物で、再開発時に道路となった軒先部分が取り壊され、しばらく存在していたが、閉店後に「田無マーブルビル」（書店やレストラン、フィットネスクラブ等の複合ビル）として改築された。
また田無アスタ内には、かつてイトーヨーカドー田無店が衣料品のみの扱いで出店していた（2021年2月14日閉店）。これはアスタの敷地の一部が元々イトーヨーカドー田無店であったためで、再開発以前の店舗も衣料品のみの取り扱いであった。
ウォルマート傘下入り後の西友では、都市部に限らず全国的に深夜営業や食品フロアの24時間営業を行う店舗が主流となったが、田無駅北口の再開発ビル「田無アスタ」の核店舗であるリヴィン田無店では長らく深夜営業は行わず、食品フロアを含む全館（地下1階～地上5階）で21時閉店となっていたが、2020年10月1日からは地下1階～地上2階は閉店時間が延長されて22時閉店に変更された。
2024年8月1日から大規模な改装に入り、直営売場を地下1階の食料品売場と地上1階の日用品売場のみに縮小の上で他の階にカインズやドン・キホーテといったテナントを入れて2024年11月27日にリニューアルオープンする。このため総合スーパー形態のLIVINの屋号を使用しているものの、リニューアル後は他の西友店舗同様に食料品や日用品を中心とした取り扱いになる。

#### よこすか店
神奈川県横須賀市平成町3丁目21-4。

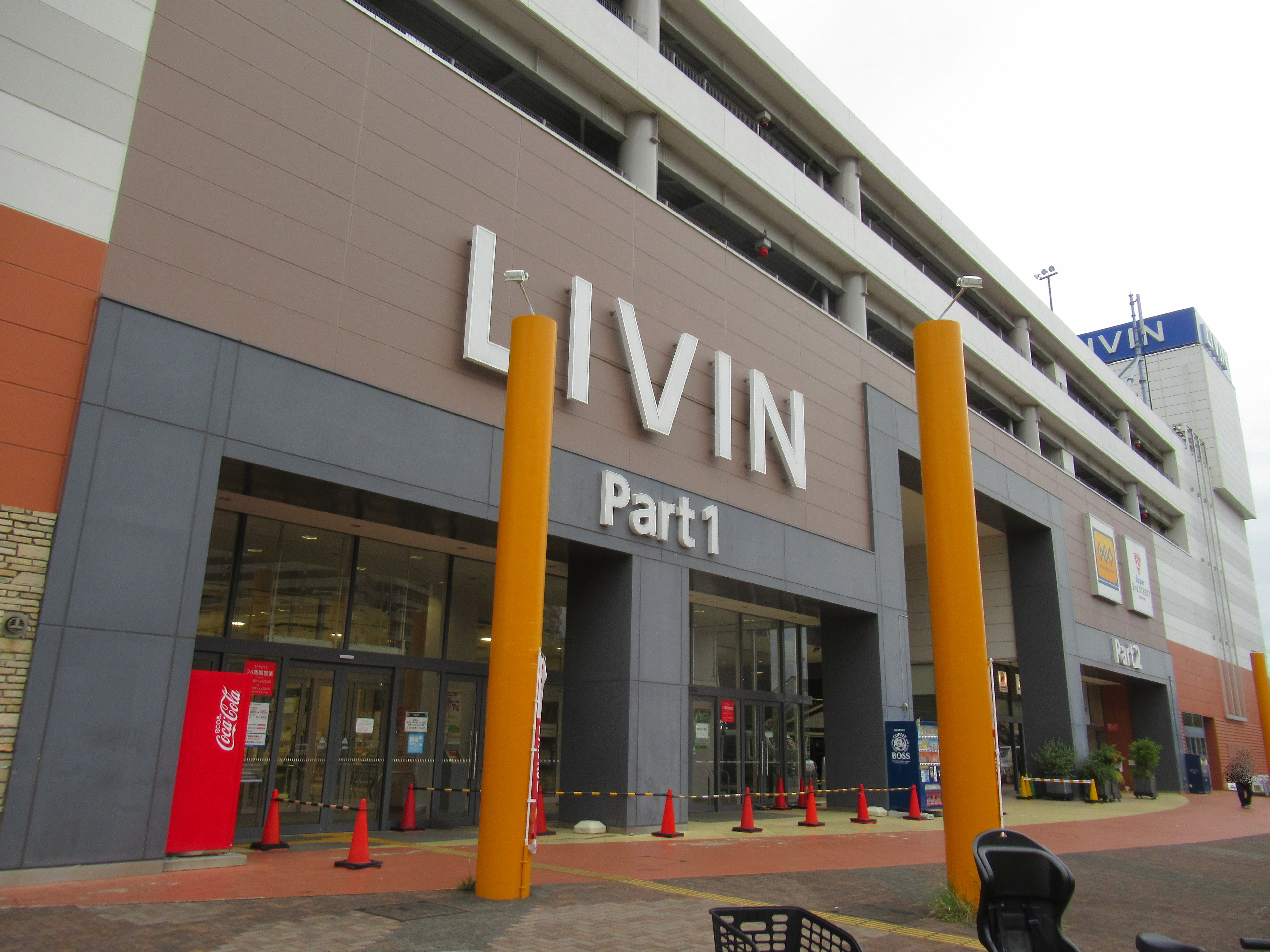
よこすか店

2000年（平成12年）9月13日にリヴィン業態では初の新規出店店舗として、横須賀市平成町に開店した。
建物は屋上のある4階建てで、売り場部分は1階と2階フロアのみ。1階は食料品と日用品中心のPart1、専門店が入居するPart2に分かれ、専門店としてレストラン、アウトドア用品店などが出店。2階は専門店街で、ロッテリアが運営するフードコート「リヴィンよこすかFS店」、100円ショップや子供向けゲームコーナーなどが出店する。3階から屋上までは駐車場で約100台を収容可能だが、荒天時には屋上駐車場が閉鎖されることもある。
2009年（平成21年）11月には、西友と親会社であるウォルマートが目指すEDLP方針を強く打ち出した店舗として改装された。2013年（平成25年）7月25日のリニューアルでは、ウォルマートの流通網を活かした直輸入商品コーナーを西友全店で初めて設置した。
横須賀港に面したうみかぜ公園に隣接する。フードコートから海が見えるロケーション、空間をゆったり取った建物、輸入品に力を入れた売場づくりで、アメリカのスーパーマーケットのような雰囲気を醸し出している。

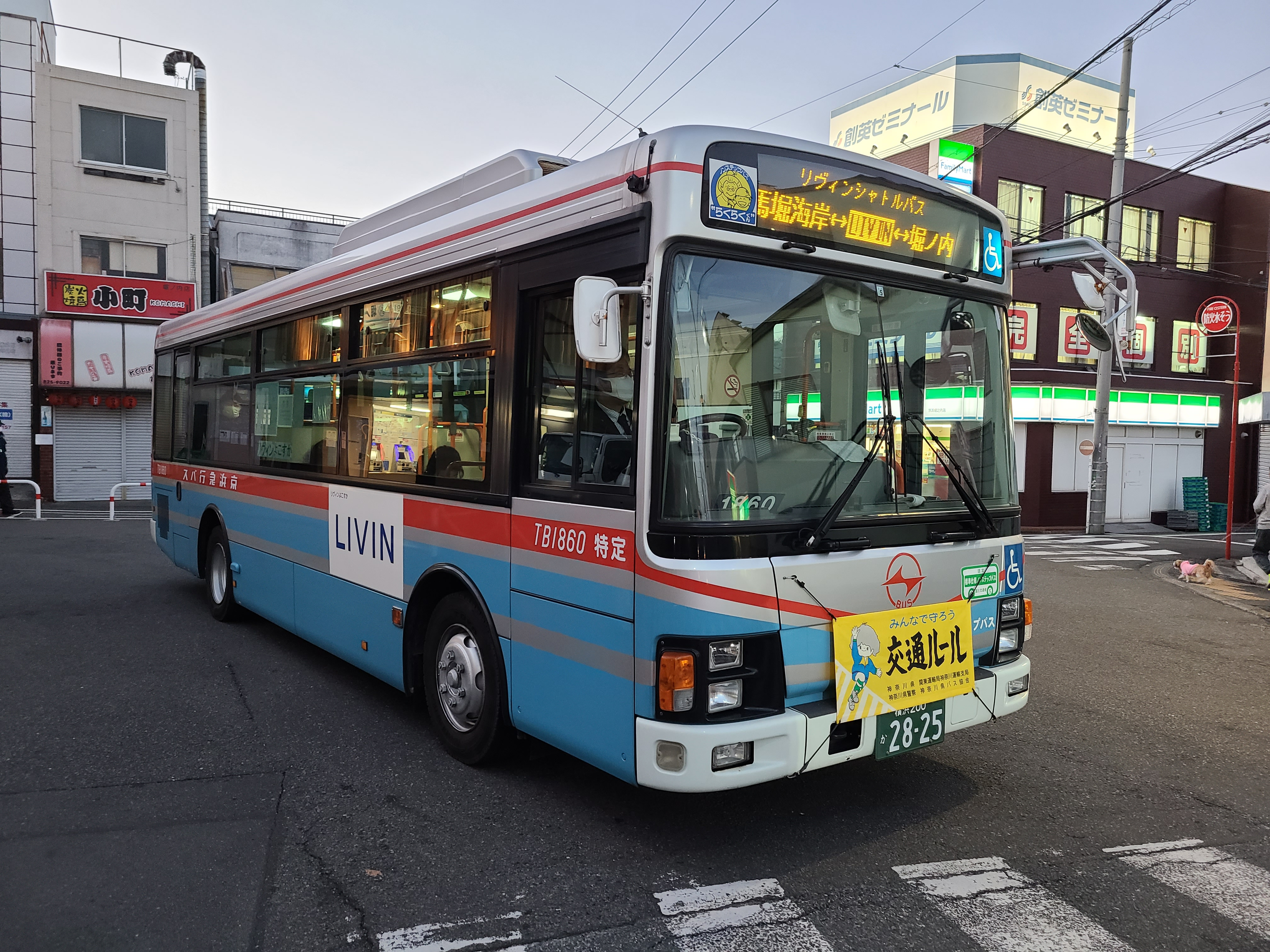
よこすか店無料シャトルバス

西友公式サイトでは、交通アクセスとして京急本線県立大学駅から徒歩14分と案内されているが、京急の駅からは離れているため、堀ノ内駅・馬堀海岸駅から無料シャトルバスが運行されている。京浜急行バス衣笠営業所が運行を担当。

### リヴィンとして閉店した店舗

#### 水戸店

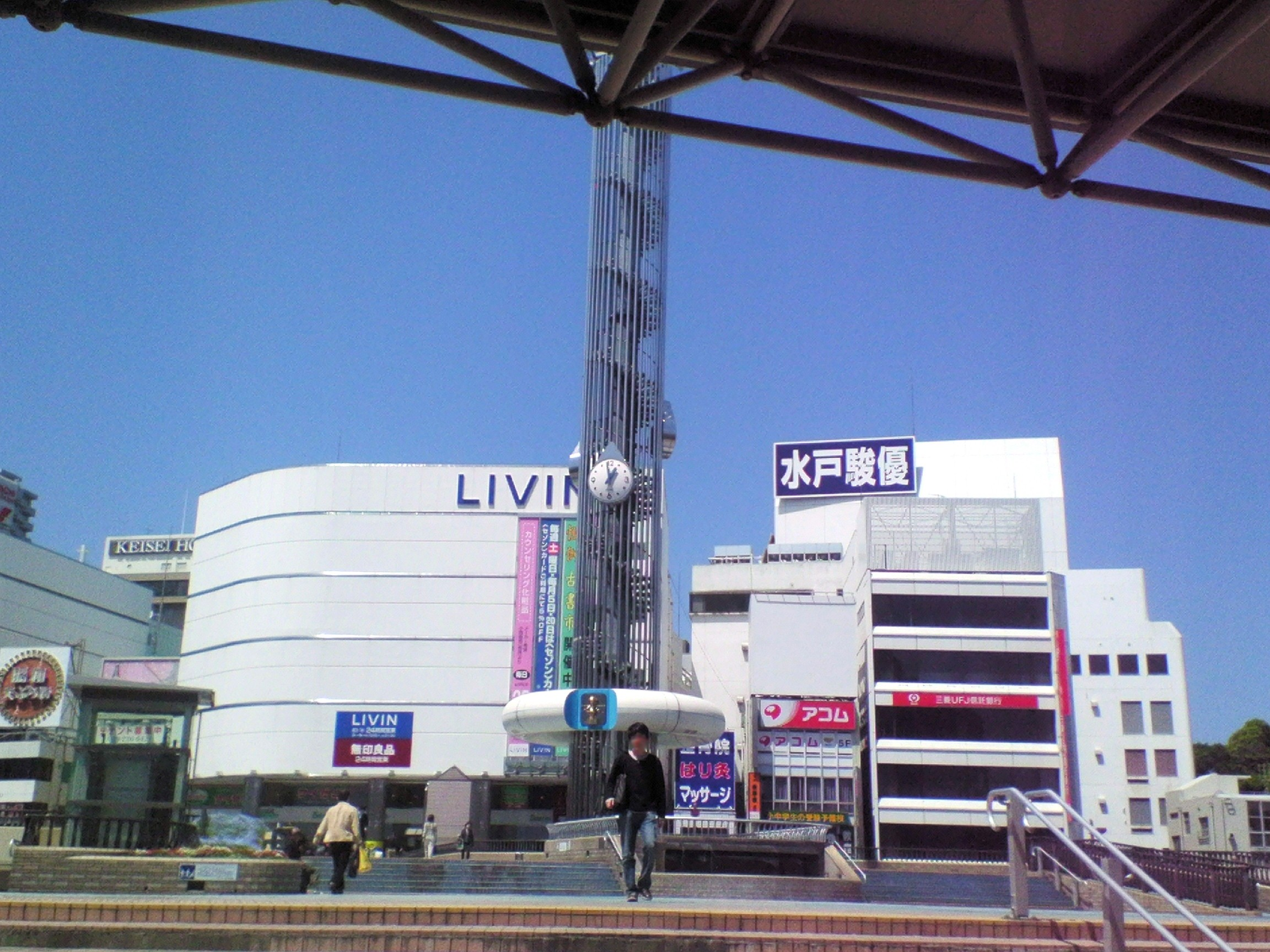
水戸店（2007年5月撮影）

茨城県水戸市三の丸1-1-12。地上6階 地下1階建て、売場面積1万4,573m2。
1971年（昭和46年）9月24日、「西友ストアー水戸店（ショッピングタウン・ミト）」として開店。5階にはハヤミズ家具センターが入居。屋上駐車場も完備していた。
1988年（昭和63年）4月29日に水戸西武店に業態転換。西友時代は、水戸駅側からは少し奥まった立地となっており、入り口も水戸駅左手の銀杏坂側にしかなかったが、業態転換と同時に水戸駅寄りの用地を取得し増築（写真中央）。水戸駅側から直接行き来できるようになった。増築した棟の6階には「水戸テアトル西友」が同時に入居した。
2000年（平成12年）9月22日にリヴィン水戸店へ業態転換。2009年（平成21年）3月31日閉店。
2012年（平成24年）に店舗解体が始まり、解体完了。同年9月に埼玉県の通信販売企業ベルーナに売却。しかしその後は買い手がつかず、2018年（平成30年）現在も空き地の状態が続き、跡地の一部はコインパーキングとなっている。
2021年（令和3年）現在では周辺のビルも含めて市街地再開発事業が計画され、ホテル棟やマンションを整備する予定であるが当初の予定よりかなり遅れており、駅前の一等地でありながら旧建物の基礎などが残された状態である。

#### 前橋店
群馬県前橋市本町2-12-1。

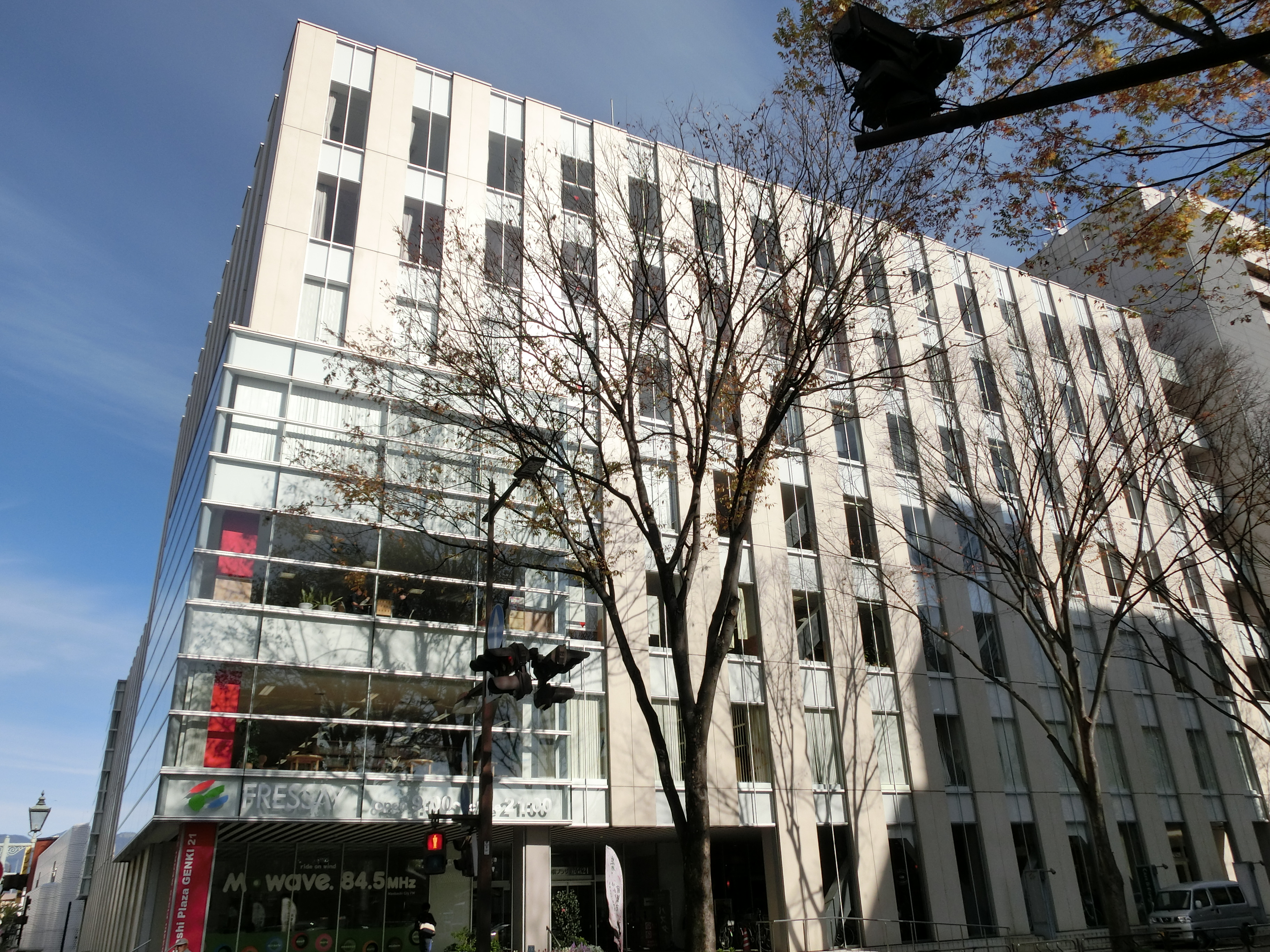
前橋店があった前橋プラザ21

1975年（昭和50年）6月20日に「西友ストアー前橋店」として開店。1976年（昭和53年）9月10日に前橋西武店、2000年（平成12年）9月1日にリヴィン前橋店へ改称。2004年（平成16年）1月12日閉店。ウォルマート傘下での初の閉店。別館と駐車場棟に当たるWALK館は2006年（平成18年）1月29日に閉店した。
群馬県外の出身者の利用の多い店舗であった。
跡地は建物を大規模改修の末、2007年（平成19年）12月8日に前橋市の公共施設「前橋プラザ元気21」として活用され、地階には地元スーパー・フレッセイが入居した。

##### WALK前橋
群馬県前橋市千代田町5丁目1-16。
1987年（昭和62年）9月開店 - 2006年（平成18年）1月29日閉店。店舗面積1,177m2。
1987年（昭和62年）完成の坂倉建築研究所が設計した建物。
店舗跡は空きビルとなった後、地下1階から地上2階までを改築し、2013年（平成25年）10月26日に前橋市立美術館「アーツ前橋」として開館した。

#### 錦糸町店
東京都墨田区江東橋4丁目-27-14。

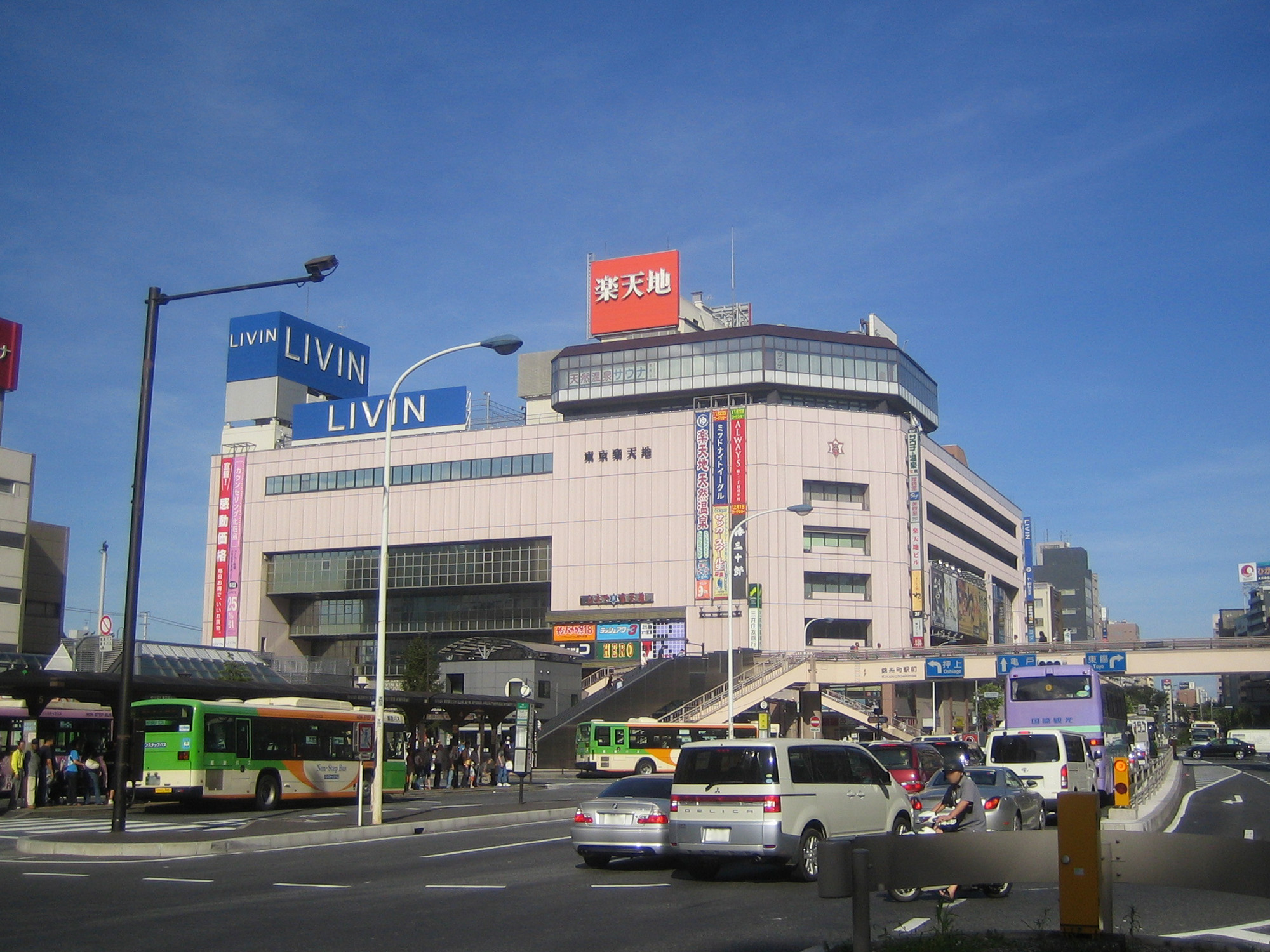
錦糸町店のあった楽天地ビル（2007年9月撮影）

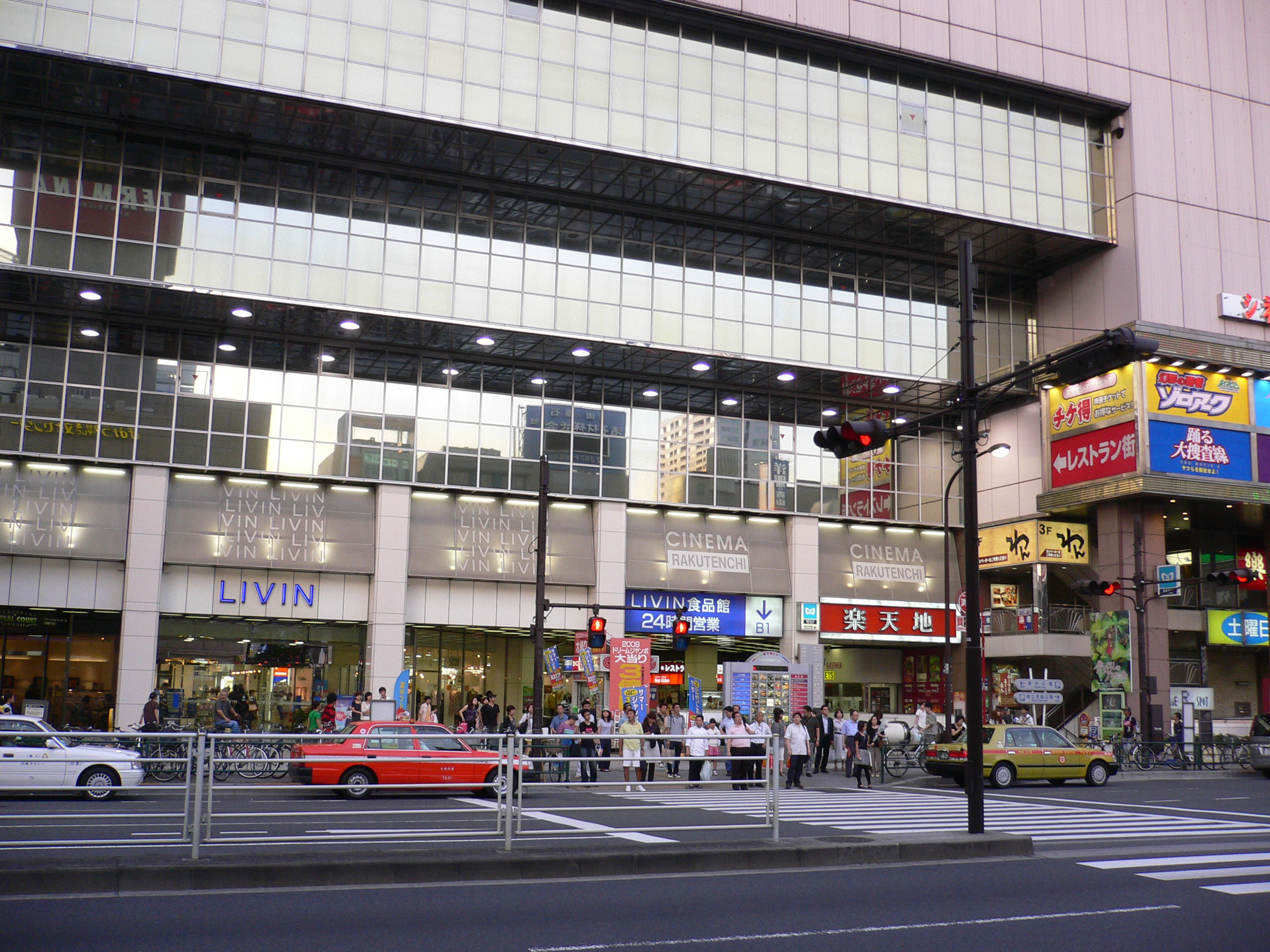
正面側（2010年7月撮影）

東京楽天地が「楽天地ビル」の建設を計画した際、核テナントとして誘致し、地元商店街側が百貨店業態での出店を要望したこともあり、1986年（昭和61年）11月5日に錦糸町西武店として開店。同時に、西友百貨店事業部が担当する運営会社「株式会社錦糸町西武」も設立された。
店舗面積は約38,000㎡。物品販売では有楽町西武オリジナルブランドのザ・マーケット、U - 二五一、西友の独自商品である無印良品、食の幸、故郷銘品などを品揃えした。非物販のサービス商品としては、ザ・プライム、キネカ錦糸町、チケットセゾン、リボン館などの機能が集められた。また墨田区界隈の下町の老舗10店舗から、伝統的な生活道具を集めた売場として「江戸の道具店」を置いた。
運営会社の錦糸町西武は、1991年（平成3年）度に西友から譲渡することが公正取引委員会から許可を得られたため、同年6月に西武百貨店八王子店の運営会社であった株式会社八王子西武と合併。これによって西武百貨店八王子店は、実質的に西友に経営移管した上で錦糸町西武八王子店として店舗運営されが、1993年（平成5年）8月25日に閉店した。
その後、株式会社錦糸町西武は1997年（平成9年）3月をもって西友本体に吸収され、店舗は、1999年（平成11年）6月16日にリヴィン錦糸町店へ業態転換を図った。2017年（平成29年）4月6日に「楽天地ビル」を運営する東京楽天地は、核店舗の交代を発表した。これを受け、地下2階～地上9階に出店していたリヴィン錦糸町店は同年10月9日をもって閉店（公式サイトでは休業扱い）。2018年9月6日、地下1階のみに売場を縮小し、西友錦糸町店として営業を再開。残る地上1階から7階は改装の上、翌2019年（平成31年）3月16日に「錦糸町パルコ」として開店している。

#### ザ・モールみずほ16店
東京都西多摩郡瑞穂町大字高根623。

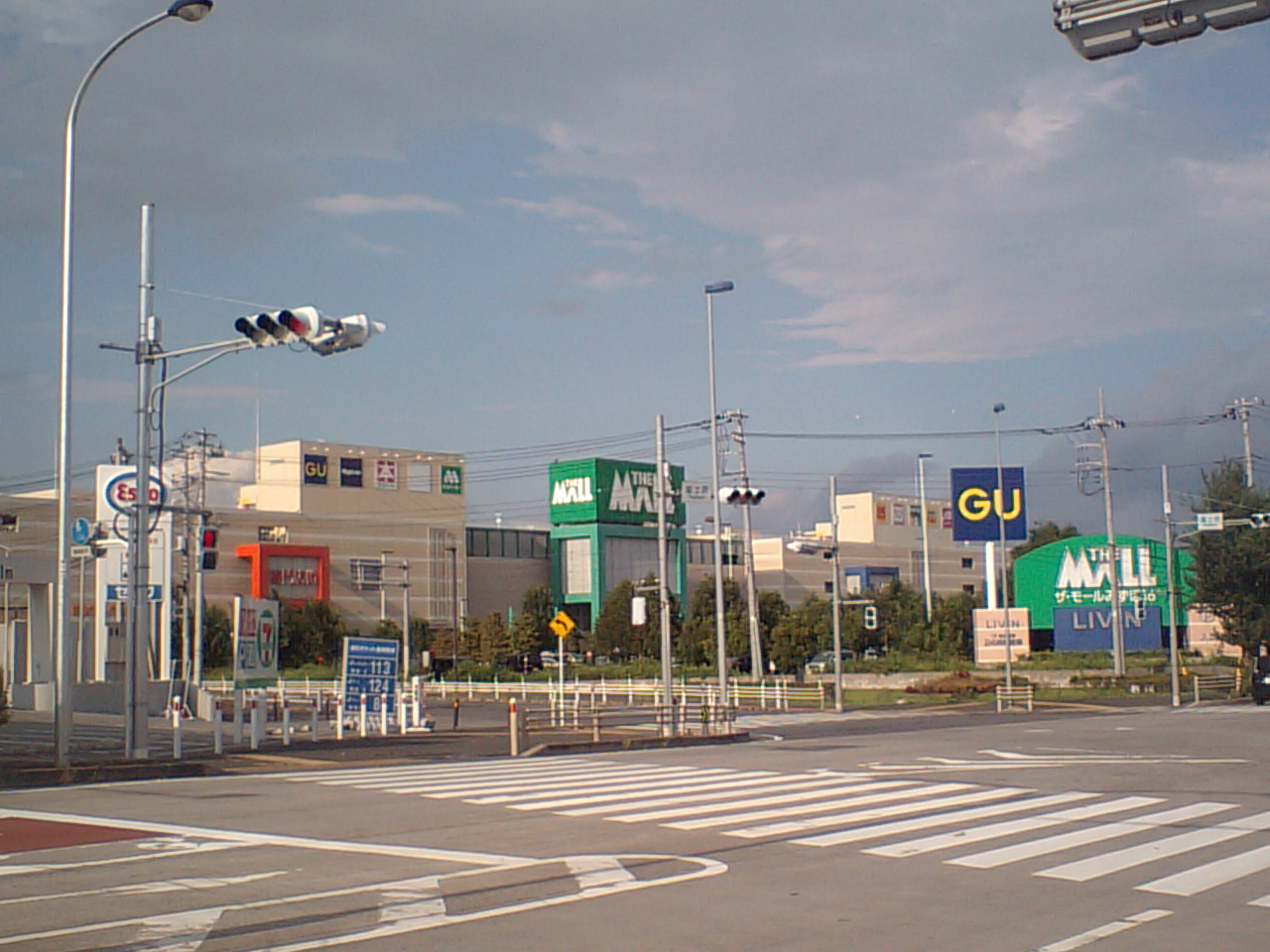
ザ・モールみずほ16

2002年（平成14年）3月13日に「ザ・モールみずほ16」の核店舗として開店。現時点で「LIVIN」業態としては最後の出店であった。
2022年2月28日をもって、ザ・モールと共に閉店。

#### 上田店
長野県上田市天神1丁目。
西友ストアー上田店として1974年（昭和49年）10月開店。1976年（昭和51年）9月に上田西武店に業態転換。
2000年（平成12年）9月にリヴィン上田店に業態転換。
2009年（平成21年）3月31日閉店。建物は解体された。
跡地は駐車場として使用されていたが、上田市天神地区に新たなホテルの建設を計画していたルートインジャパン株式会社（ホテルルートイン）へ、2013年に売却された。2014年11月「ホテルルートイングランド上田駅前」着工。2016年3月開業。

#### 春日井店
愛知県春日井市六軒屋町字東丘22。

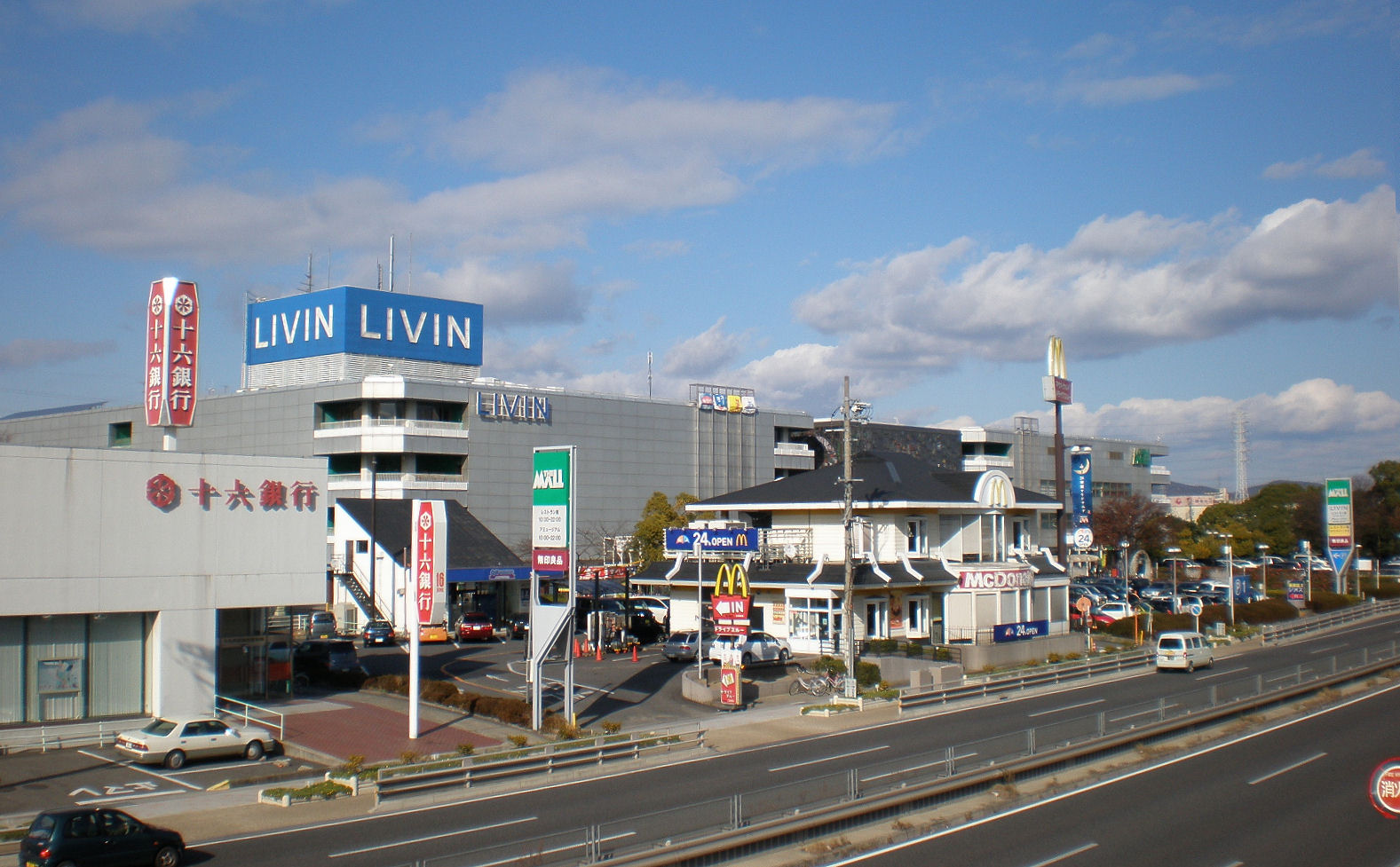
ザ・モール春日井

春日井店は、「西武春日井ショッピングセンター」の核店舗・春日井西武店として、1977年（昭和52年）6月に開店。開業直後から数年間毎年前年比で2桁の売上増を記録した優良店舗であった。
1992年（平成4年）6月5日には増床と同時に「ザ・モール」最初の施設として「ザ・モール春日井」が開業。2000年（平成12年）にリヴィン春日井店へ業態変更した。
2018年8月2日、リヴィン春日井店を核店舗としていたザ・モール春日井 Part1（本館）の用地を、大和ハウス工業へ売却することを発表。翌2019年（平成31年）2月20日をもって閉店した。ザ・モール春日井店 Part2（専門店）は引き続き西友が運営し、テナント出店中のエディオン、ニトリ、ジーユー、セリア、赤ちゃん本舗は営業継続するとしたが、2022年に大和ハウスリアルティマネジメントに運営が移り「アクロスプラザ春日井」に改称された。
大和ハウスへの売却後、建て替えのため店舗は解体され、跡地にはiias春日井が2021年（令和3年）10月22日に開業し、西友も再出店した。
解体されたザ・モール春日井本館の建物は西友の自社物件で、敷地内には噴水があり、店舗前の国道19号から見える巨大なステンドグラスが美しく、夜景スポットとしても親しまれていた。かつてのセゾングループの栄華を思わせる豪華な施設であった。第2回春日井市都市景観賞も受賞したほど地域でも評価の高い建築物であり、街のシンボルとして市民にも愛されていた。

#### 宝塚店
兵庫県宝塚市逆瀬川1-2-13。
宝塚店は、1987年（昭和62年）3月12日に関西西友運営の宝塚西武店として開店。宝塚市の事業として建設された逆瀬川駅南口の再開発ビル「アピア1（現：アピアさかせがわ）」核店舗として入居した。セゾングループが開発したオリジナル商品を中心に品揃えされ、日本有数の洗練されたマーケットであることから、ファッションを重視した「生活ファッション館」としての特徴を持つ店舗であった。
1999年（平成11年）11月6日にリヴィン宝塚店へ業態転換し、2006年（平成18年）6月30日閉店。
閉店後の2008年（平成20年）、ビルのオーナーである第三セクター「宝塚まちづくり会社」が11億円の負債を抱えて経営破綻した。その後、地権者ごとの複雑なフロア構成を見直すリニューアルを実施。地階にはイオン系列の光洋（本社大阪市）、地元資本のいかりスーパーマーケット（本社西宮市）の2社のスーパーマーケットを入れ、競争させる等の活性化策を行った。

#### 姫路店
兵庫県姫路市神子岡前3丁目12-17。
姫路店は、1994年（平成6年）4月21日にザ・モール姫路の核店舗として姫路西武店として開店。百貨店とGMSの融合を目指した「SEIBU事業部」発足後初の店舗となった。
2018年2月2日、GMS大手のイズミが、西友との間で当店舗の譲渡契約を交わし（2月1日付）、ザ・モール周南（核店舗は西友ザ・モール周南店）と共に西友から当店舗の経営権を取得して「ゆめタウン」にリブランドすることを発表した。リヴィン姫路店は2018年5月15日をもって閉店した。建物は解体せず改装した上で、翌2018年にゆめタウン姫路としてオープンした。

### 西武店として閉店した店舗

#### 郡山西武店

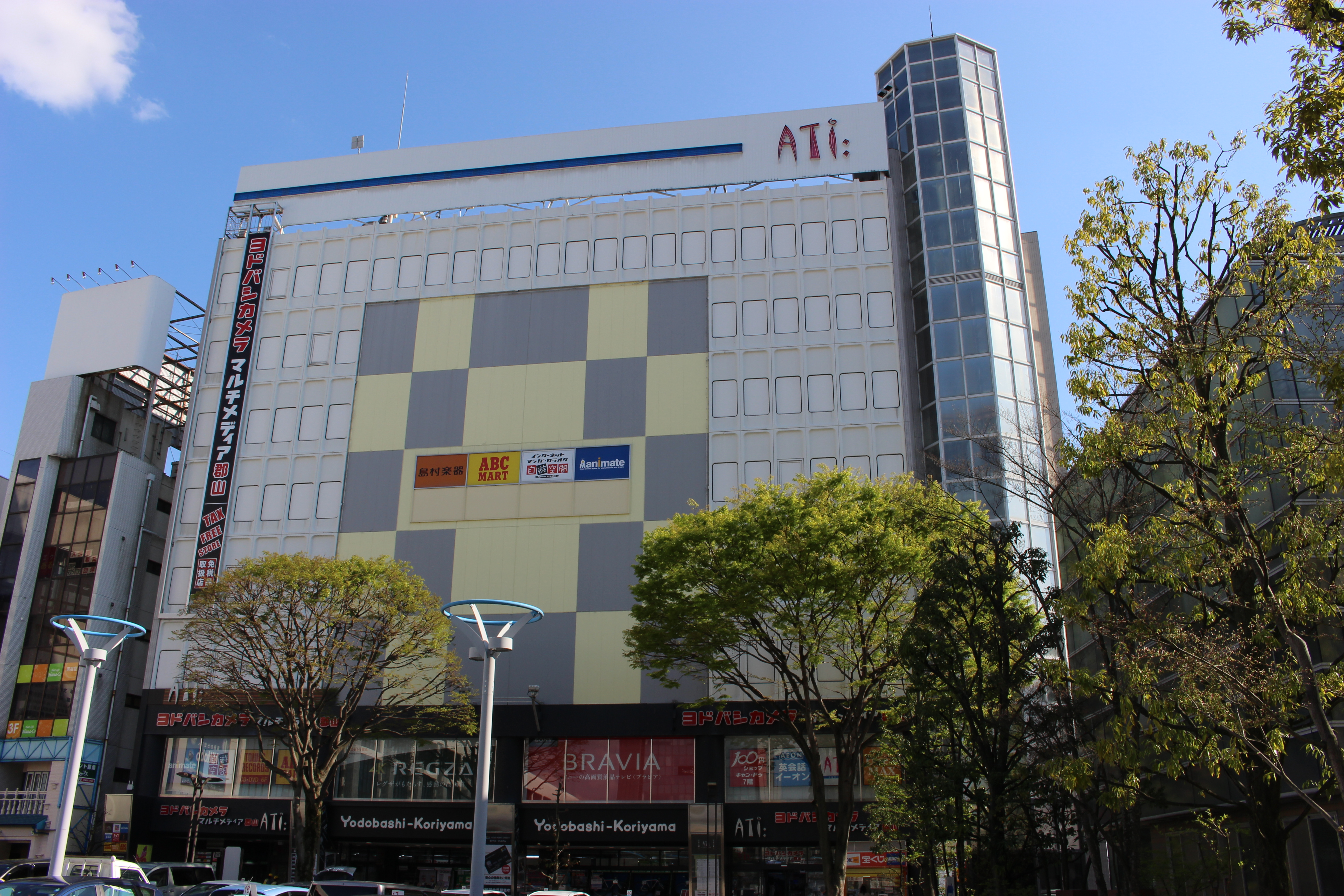
郡山西武跡地に入るアティ郡山（2015年4月撮影）

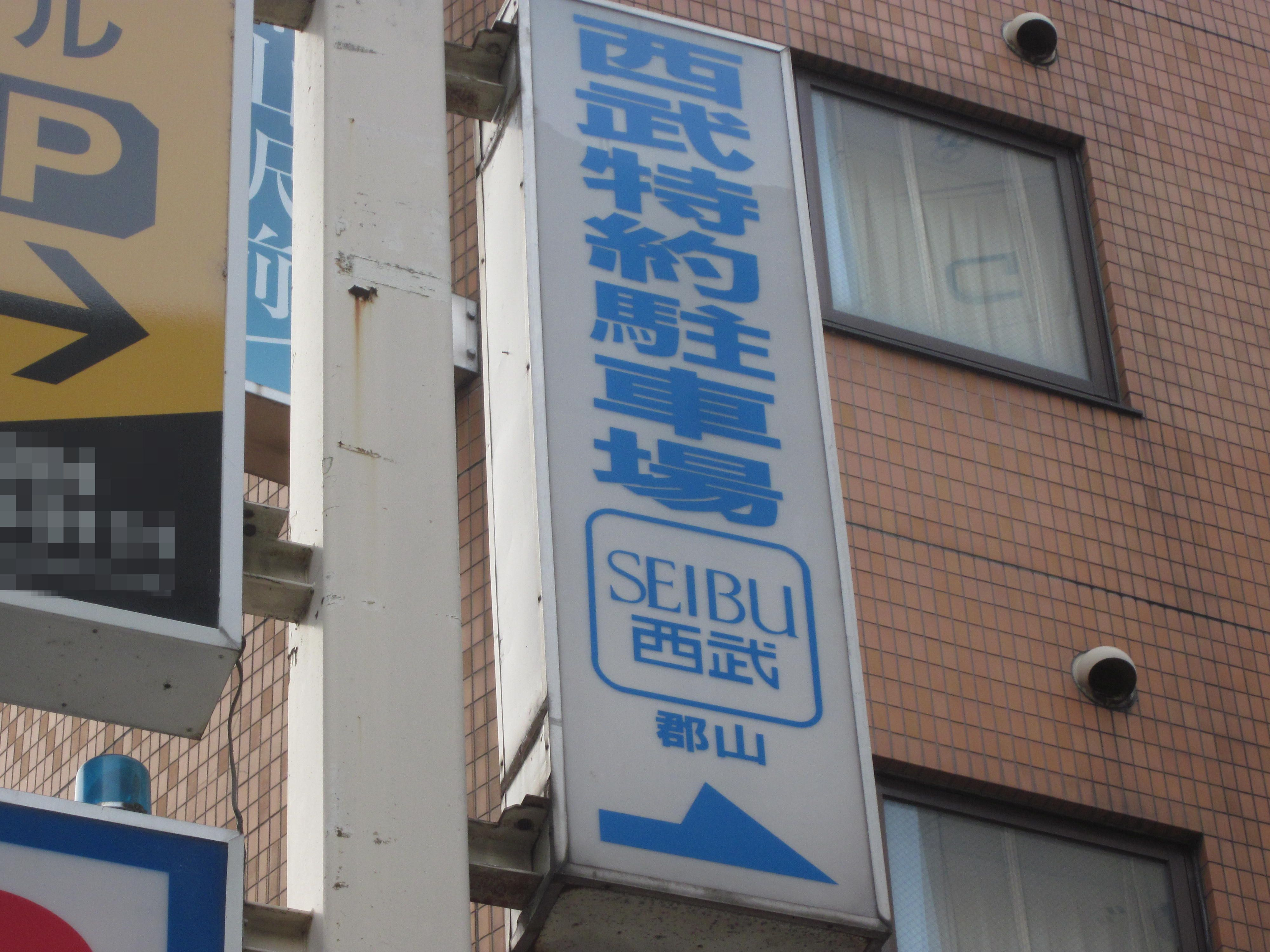
郡山西武店特約駐車場の看板（現在は撤去済み）

福島県郡山市駅前1丁目16。売場面積約12,859m2。
1975年（昭和50年）9月9日、東邦精麦郡山駅前ビルの核店舗である西友ストアー郡山店として開店。翌年の1976年（昭和51年）11月6日には、郡山西武店に業態転換。
丸井郡山店やうすい百貨店（うすい）などとともに、郡山市内外を代表する大型店として君臨し、ピークである1991年度には170億円を売り上げた。
しかし、バブル崩壊の影響による不景気が続き、郡山市周辺には郊外大型店が続々と進出。更にうすいが1999年（平成11年）11月3日東北最大規模である売場面積31,459m2の新店舗を開業させた影響で、2000年2月期の売上高は105億円にまで減少。当初は、ザ・モール郡山と併存する予定だったが翻意し、2000年（平成12年）10月15日に閉店。2000年（平成12年）11月22日に開業した「ザ・モール郡山」内のリヴィン郡山店に移転する格好となった。
跡地のビルは、ビル所有者である東邦精麦が開設、西友が運営に参加するのファッションビル「アティ郡山」に2001年（平成13年）5月25日に開業。
その後、2011年（平成23年）5月に西友がテナント運営の契約満了を機会に完全に撤退。そのため東邦精麦が自ら運営することになり、2011年（平成23年）9月22日に、ヨドバシカメラマルチメディア郡山が新たな核店舗として開店し、同月29日に26店舗が出店する商業施設としてリニューアルオープンした。
アティ開業時には、地階に「西友郡山アティ食品館」としてSM業態を出店したが再撤退している。

#### 藤沢西武店
神奈川県藤沢市南藤沢3-1。地下1階 地上8階建て、敷地面積 約2,200m2、売り場面積 約10,394m2。
1975年（昭和50年）8月に西武百貨店と資本提携した地方百貨店・志澤を買収し、志澤藤沢店を1978年3月に西友ストアーへ移管した後、1978年（昭和53年）9月15日に藤沢西武店として開店。
1989年（平成元年）には「感性ファッション二十貨店」を掲げ、婦人服を中心とした衣料品売場の強化と店舗改装を重ね、1991年度には122億1300万円の売上を誇ったものの、バブル崩壊の影響を受けて1995年度には96億1600万円に減少。元々売り場面積が狭く十分な品揃えができなかったことも重なり、1997年（平成9年）1月31日閉店。西友の百貨店業態店舗としては初の閉店となった。
ビル解体後、跡地には複合ビル「クリオ藤沢駅前ビル」が建設された。

#### 甲府西武店
山梨県甲府市丸の内1丁目8-5。

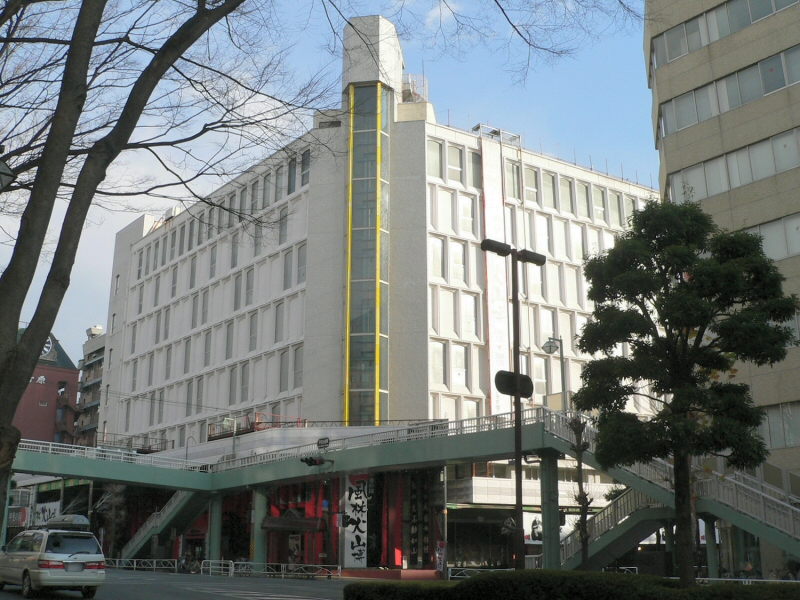
甲府西武店跡地に入居していた山梨県民情報プラザ（解体済）

1974年（昭和49年）7月に甲府市内の百貨店・アーバンなかごみの運営会社として、西友ストアー80%・中込百貨店20%が出資した中込西友が設立。中込百貨店含む3社は1975年（昭和50年）3月に負債総額38億円を抱えて経営破綻。1975年（昭和50年）4月に中込西友甲府店として再開。1979年（昭和54年）3月に甲府西武店として開店。
1998年（平成10年）2月15日閉店。建物は山梨県民情報プラザとして使用された後に解体され、新たに山梨県防災新館が建設された。

### 別業態で閉店した店舗

#### SEIYO仙台店
宮城県仙台市青葉区中央4丁目1-1。

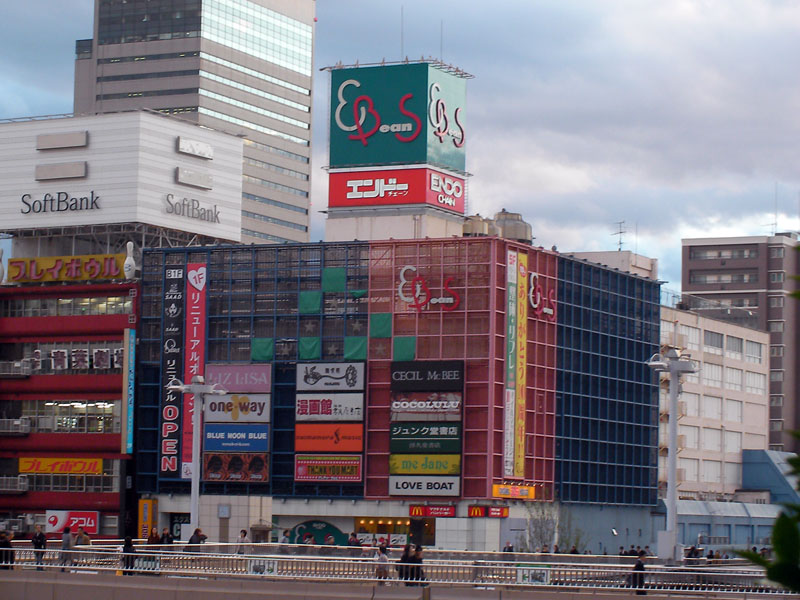
SEIYO仙台店跡地に入居したEBeanS（東日本大震災被災以前）

宮城県を中心に展開していたスーパー「エンドーチェーン」と1991年（平成3年）3月に業務提携し、同年8月に閉店したエンドーチェーン仙台駅前店を百貨店事業部に譲渡する形で、同年11月にSEIYO仙台店が開店。開店前の新聞報道では、「仙台西武」、「OZ仙台店」と仮称されていたが、既にams西武仙台店があったことや、当時西武百貨店が仙台駅前へ進出する計画があり、店名に「西武」が使えず、「SEIYO」となった。「SEIYO」と名乗った百貨店事業部の店舗は仙台店だけとなった。
提携契約終了と売上の伸び悩み、さらに1997年9月の「ザ・モール仙台長町」の開業もあり、1997年7月に閉店。同店はエンドーチェーンが運営するテナントビル「EBeanS」となった。

#### 小倉西武店
福岡県北九州市小倉南区下曽根新町10-1。

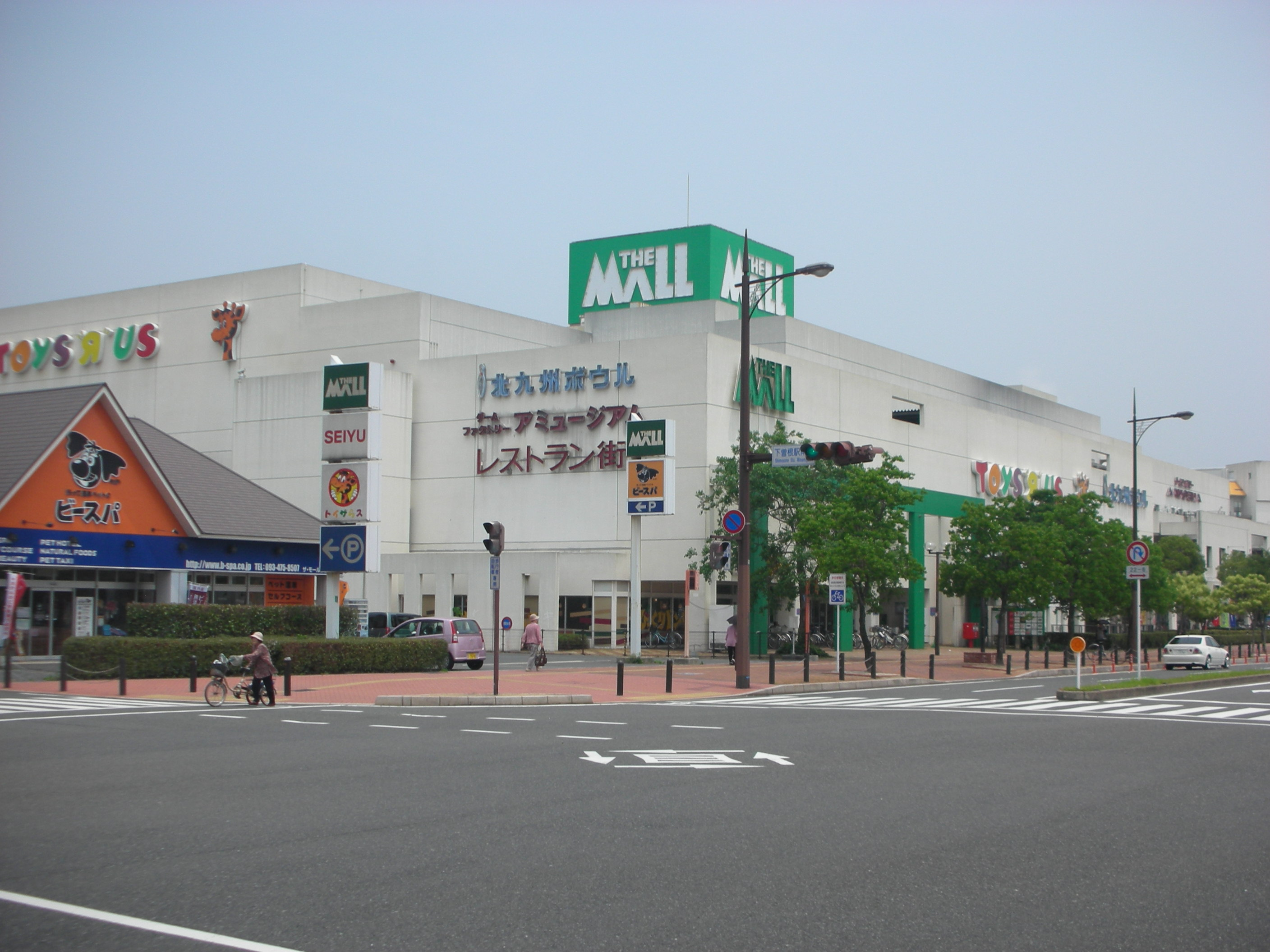
小倉西武店があったザ・モール小倉

1995年（平成7年）4月22日に小倉西武店として開店。「西武」を名乗った百貨店業態として最後の出店となった。
後に西友ザ・モール小倉店へ転換しており、LIVINではなく「西友」に転換された唯一の店舗となった。その後の業績低迷により、ザ・モール小倉は2015年（平成27年）8月31日に閉店。跡地はサニーサイドモール小倉となった。
直営売り場面積は約13,150m2で、施設全体の売り場面積は約31,963m2であった。また、施設全体の敷地面積は約36,300m2で、延べ床面積は約81,717m2であった。

### 西武百貨店へ移管した店舗

#### 旭川西武店
北海道旭川市1条通り8丁目右1号。

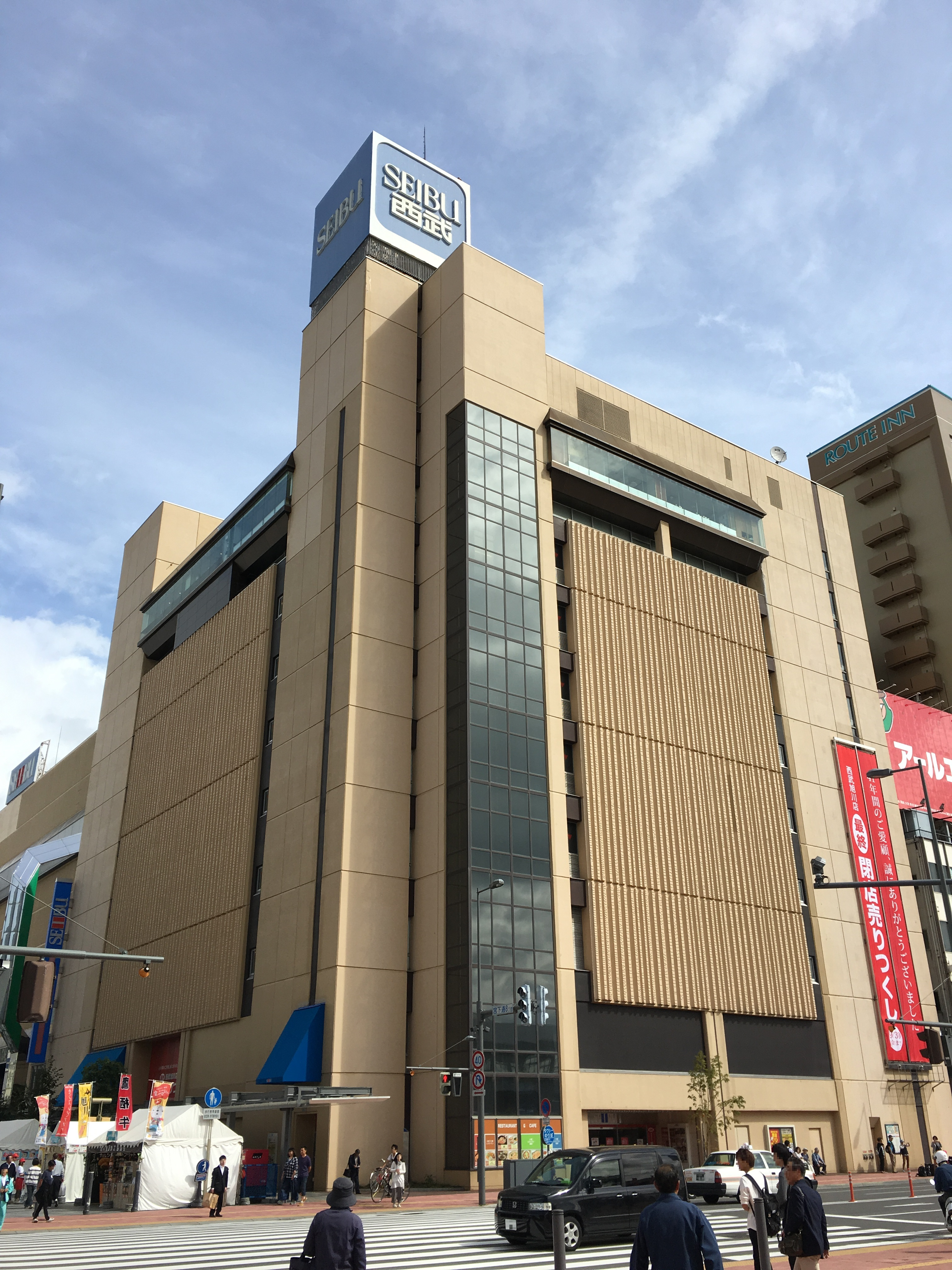
旭川西武店があった西武旭川店B館

1975年（昭和50年）8月8日に旭川西武店として開店。1981年（昭和56年）9月1日には、「北海道緑屋」と「旭川西武」が合併し、隣接するams旭川緑屋ストアーと運営が統合された。
1988年（昭和63年）に「五番館」と「旭川西武」が合併して「西武北海道」となったため同社の運営に移り、1997年（平成9年）3月1日に西武百貨店に吸収合併されたが、2016年（平成28年）9月30日に閉店した。

#### 函館西武店
北海道函館市梁川町9。
1981年（昭和56年）3月に函館西武店として開店。西武百貨店40%、西武化学工業20%、西友ストアー15%、江原産業15% 、北海道西武10%という出資比率で設立した資本金10億円の「函館西武」が運営する形で開業した。
延べ床面積約25,000m2の建物で、店舗面積約12,300m2であった。坂倉建築設計事務所の設計による大沼国定公園の白鳥を摸した建物で、1982年（昭和5年）6月には建築業協会賞を受賞している。
1991年（平成3年）度に「西友」から譲渡することが公正取引委員会から許可を得られたため、西武北海道函館西武店となった。1997年（平成9年）3月1日に西武百貨店に吸収合併され、西武百貨店に移管された。
バブル景気の効果もあり最盛期の1991年（平成3年）には売上高約128億円を上げたが、郊外型大型店との競合などの影響により、2002年（平成14年）には売上高約82億円へ減少したため、西武百貨店の再建策の一環として閉店が決まり、2003年（平成15年）8月10日に閉店した。閉店後は本町から同店のあった梁川町への人の流れが減少し、隣接するテーオーデパートの売上が減少するなど、店舗周辺の商店街の集客力や売上が減少するなどの影響が出た。
店舗跡は2005年（平成17年）12月22日、西友系不動産管理会社のエスシーシーが運営する複合娯楽施設「パボッツ函館（現・テキサス函館）」として開業した。

#### ほんきん西武
秋田県秋田市中通2-6-1。

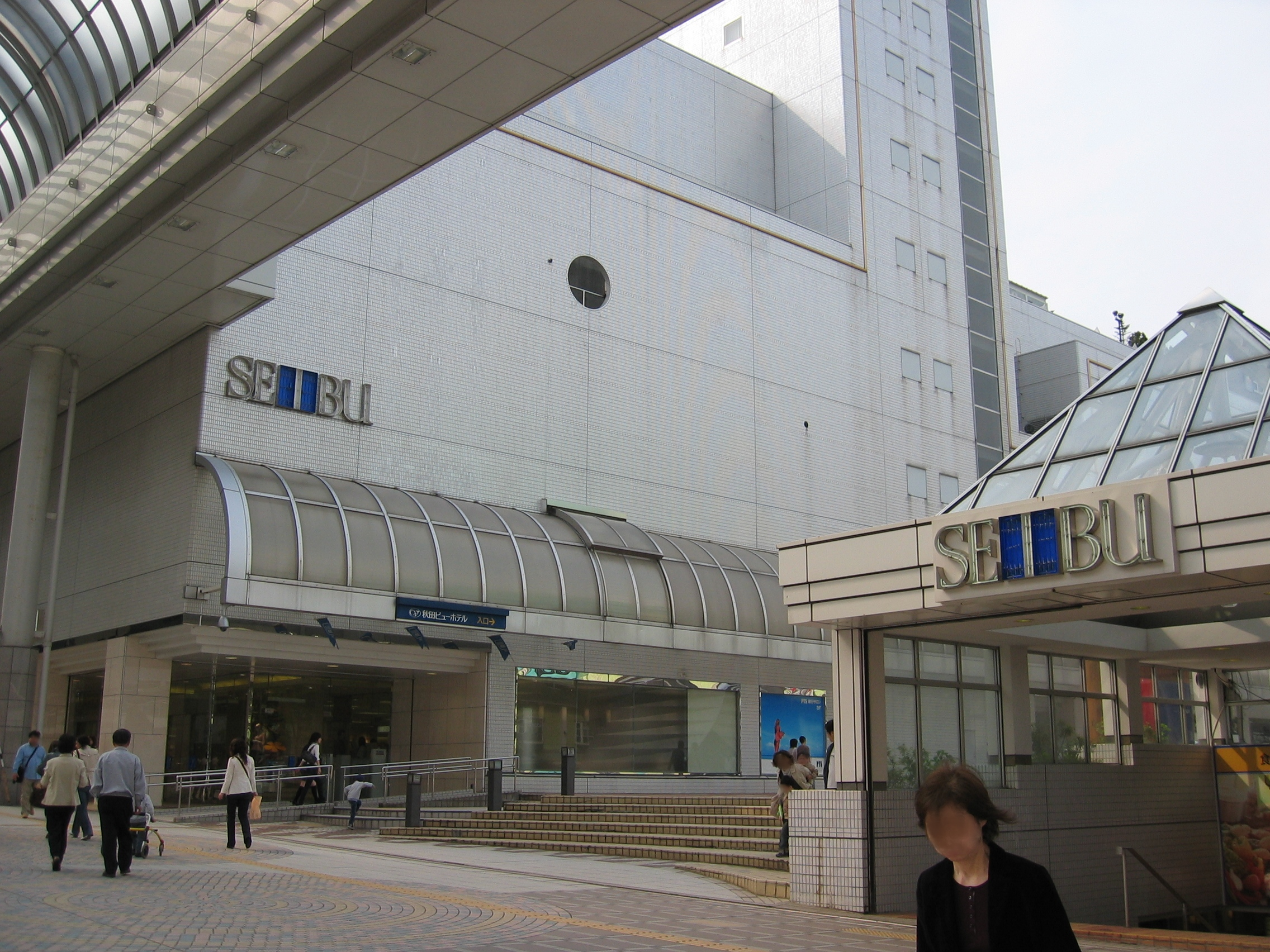
ほんきん西武（現在の西武秋田店）

1983年（昭和58年）、本金との合弁会社「株式会社本金西武」設立。1984年（昭和59年）4月25日に秋田駅前再開発中央地区の秋田中央ビルディングが完成し、同月27日に開店した。
1988年（昭和63年）に、西武百貨店資本参加により子会社化。2005年（平成17年）3月に株式会社本金西武を西武百貨店が吸収合併して直営店化した。

#### 富山西武店
富山県富山市総曲輪3丁目4-15。
富山西武店として、1976年（昭和51年）7月2日開店。西武百貨店と当時提携していた大和富山店の隣接地への出店で競合関係となったため、開店翌月の1976年（昭和51年）8月に提携解消となった。1981年に西武百貨店に移管された（以降の経緯は西武の店舗一覧#西武北陸を参照）。
2006年（平成18年）3月31日に閉店した。店舗跡の土地約3,100m2は大和小田急建設が取得し、周辺を含む約3,800m2に商業施設とマンションに駐車場を併設した複合ビルを建設するため、2013年（平成25年）2月14日に総曲輪3丁目地区市街地再開発準備組合が発足した。2016年に着工し、2019年4月25日に「プレミストタワー総曲輪」として完成した。

#### 小松西武店
石川県小松市土居原町10-10。

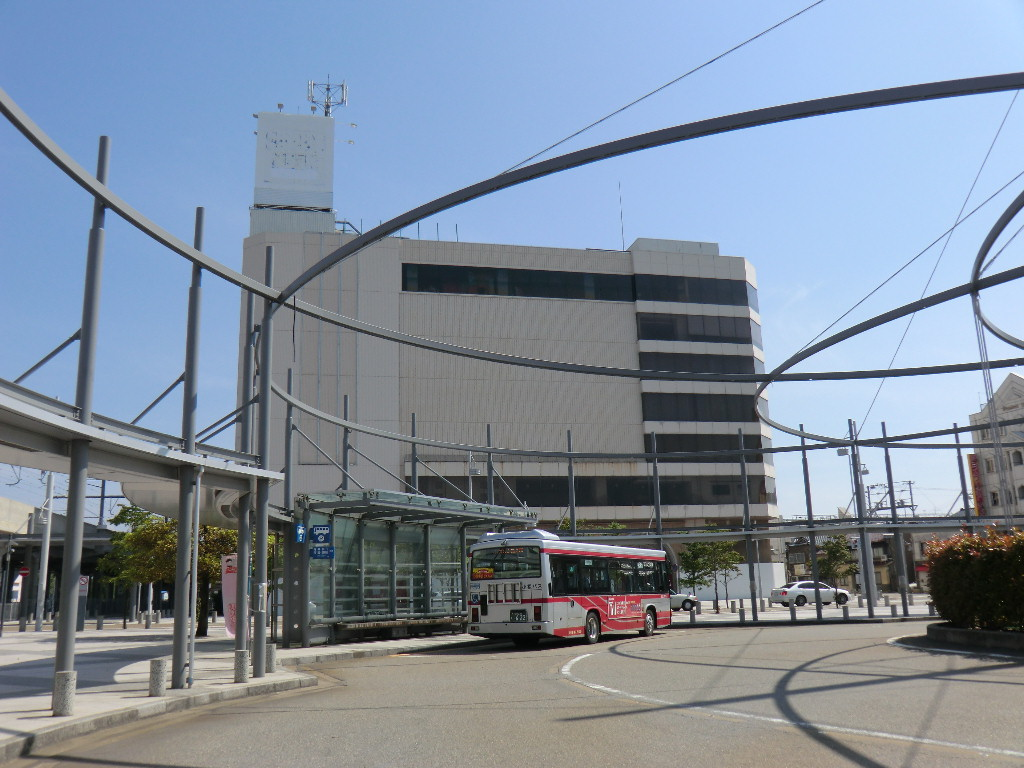
小松西武のあったビル（解体済み）

西友ストアー小松店として1970年（昭和45年）12月20日開店。1983年（昭和58年）に小松西武店へ業態転換。1991年度（平成3年度）、西武北陸から西武百貨店に譲渡することが公正取引委員会から許可を得られたため、1992年（平成4年）10月に西武百貨店小松店となった。1996年（平成8年）12月閉店。
店舗跡には1998年（平成10年）3月21日に大和小松店が開店したが、2010年（平成22年）6月25日に閉店。大和閉店後に店舗ビルは解体された。

## 当店が登場する作品
- あずまきよひこの漫画作品『よつばと!』1巻の第5話などでは、LIVINオズ大泉店をモデルとしたデパートが登場しており、店舗の南側入口や店内エスカレーターなどが忠実に描かれている[150]。
- 荒井チェリーの漫画・テレビアニメ作品『未確認で進行形』において、ザ・モール郡山をモデルにした「LOVIn」が登場している。
- けらえいこの漫画・テレビアニメ作品『あたしンち』のアニメ第376話「みかん、母とお買い物」をはじめ複数話において、LIVIN田無店をモデルにした「DOVIN」が登場している。